# Піддубне (Низовське сільське поселення)
Піддубне (рос. Поддубное) — селище Гур'євського міського округу, Калінінградської області Росії. Входить до складу Низовського сільського поселення.
Населення —  66 осіб (2015 рік). 

## Населення
| 2002 | 2010 |
| ---- | ---- |
| 75   | ↘66  |